# القليلة
القليلة هي إحدى القرى اللبنانية من قرى قضاء صور في محافظة الجنوب.

## التسمية
يعود أصل التسمية إلى الآرامية وتعني القلائل، كما يعتقد البعض أن أصلها هو صومعة الرباني أو خادم الله. مما يشهد على أهمية الموقع التي تقام عليه بلدة القليلة، تلك البقايا المعمارية الأثرية المتناثرة في العديد من المواقع ومنها أعمدة من الغرانيت ومن الرخام ذات تيجان كبيرة وأرضيات من الفسيسفساء وذات زخارف متناسقة.
وفي العام 1996 تم اكتشاف خزان مياه كبير بمساحة 20*10 متراً حفر معظمه في الضخر ويؤمن حاجة الموقع من المياه.
في القليلة مزار مهم أو مقام تعلوه قبة فوق الضريح المحاط بقفص من الحديد وينسب إلى مقام النبي عمران والد السيدة العذراء، ما يعني أن السيد المسيح (ع) باركه بمروره فيها.
القليلة ليست (قليلة) بل هي كثيرة وكبيرة بأهلها وبسهولها المنبسطة التي تحمل هدايا الطبيعة من ليمون وموز وزيتون وبأثارها الضاربة في التاريخ.

## الموقع الجغرافي
إن بلدة القليلة هي إحدى قرى قضاء صور وهي تبعد عنها 10كلم، وعن العاصمة بيروت حوالي 95 كلم، وعن صيدا 50 كلم وترتفع عن سطح البحر 60م تبلغ مساحة أراضيها 12 كلم² وإن عدد المنازل حالياً في بلدة القليلة هو 1000 وحدة سكنية و100 محل تجاري.
أما حدودها فهي على الشكل التالي: من الغرب البحر الأبيض المتوسط، من الجنوب بلدة الحنية ومزرعة العزية من الشمال دير قانون رأس العين المعلية، من الشرق بلدات زبقين وجبال البطم والشعيتية وللقليلة مكانة مرموقة في التاريخ، فقد أقام فيها عمران والد السيدة العذراء ولا يزال قبره موجوداً في المحلة التي تسمى عمران، مما يستتبع ذلك ولادة السيدة مريم العذراء فيها، ويقول الخبير الأثري المهندس جعفر فضل الله: «أثناء تعرض القليلة للقصف الإسرائيلي عام 1996 أدت إحدى القذائف إلى الكشف عن معلم أثري هام بالقرب من مقام النبي عمران وقد ظهر من خلاله أنشاءات تعود إلى الحقبة البيزنطية، وظهور معالم أثرية أخرى من فسيفساء وأعمدة رخامية» وبالنسبة لموقع القليلة يضيف الخبير الأثري قائلاً: «تقع القليلة على خط أثري ممتد من فلسطين بإتجاه الناقورة حيث موقع أم العمد الشهير بمعابده التي تعود إلى الحقبة الفينيقية» يمتد هذا الخط إلى القليلة مروراً بمحلة العواميد وقبور الرصاص الواقعة غربي البلدة حالياً مروراً بمنطقة عمران وصولاً إلى بلدة حناويه ثم قانا وفي جميع هذه المواقع ظهرت معالم أثرية هامة جداً وقد جاء على لسان الأب مخايل عبود: «إن مريم بنت عمران (العذراء) هي من بلدة القليلة جنوب صور وما يزال قبر والدها عمران قائماً حتى اليوم وهو مزار ويسمى مزار عمران وجميع أهالي المنطقة يعرفونه».

## العائلات
تقارب مساحة القليلة حوالي 12كلم 2 وفيها حوالي 1100 منزل ويبلغ عدد سكانها حوالي 6000 نسمة، يتوزعون على العائلات التالية:
أبو خليل -	 فقيه -أحمد -	 أمين علي -	 إسماعيل -	 بدوي -	 بياض -	 بشروش -	 تقي
جواد -	 حمادة -	 حاج -	 حسن -	 حلوم -	 حمزة -	 خضر -	 داود
درويش -	 دبوق -	 رمضان -	 رزق -	 سلمان -	 سالم -	 سويدان -	 سبلين - شبلي -	 شمالي -	 صغير -	 صبراوي -	 ظاهر -	 طفلا -	 عامر -	 عرقلي
عبد الله -	 عيسى-	 عربية -	 عقيل -	 عودة -	 غزيل -	 فوعاني -	 فضل الله -	 فاخوري -	 قبيسي -	 قرعوني -	 قرا -	 كرشت -	 كساب -	 محسن
الحاج حسين	 معتوق -	 نصر الله -	 هسي -	 هاشم -	 يونس

## اقتصادها

### الزراعة
بمحاذاة الشاطئ تترامى الرمال الذهبية الحالمة عليه، ويقبل الموج أقدامه، ناثراً رذاذه الفضي، يبلل وريقات الشجر ينبسط سهل يموج خصباً وغنى وفيض مواسم، ينداح صعوداً حتى أطراف تلال تشرف على البلدة من علُوُ، يستأذنها الفجر قبل انبلاجه ينشر ضياءه على المعمور؛ وعلى امتداد هذه المساحة تتنوع المزروعات، ما بين مثمرة، كالموز الذي أتى به إلى القليلة بعض الأشخاص من الدامور وهم من عدة عائلات نذكر منها: آل أبو عبد الله، آل عون، آل غريِّب، آل المتني، آل شويري في الأربعينيات، والحمضيات على اختلاف أسمائها وأشجار الأفوكا، وبعض أشجار الفاكهة؛ إضافة إلى اللوزيات والتين والخرنوب، والزيتون. وقد كانت منطقة «مقام عمران» مشهورة به ولا تزال، وتلقى تربية النحل اهتماماً ملحوظاً مما يجعلها محط رعاية وعناية من الكثيرين رغم بساطة الوسائل والدعم اللازم لتطويرها. 
وأما تربية الماشية، فقد كانت رائجة حتى منتصف الستينات، إذ كانت الحظائر تنتشر وسط البلدة وعلى أطرافها؛ وتبعاً للتطور الاجتماعي فقد أخذت هذه الظاهرة بالتقلص حتى كادت تنعدم نهائياً؛ مرافقة لغياب هذا المورد الحيوي الهام.

### صيد السمك
يعتمد البعض من سكان البلدة على صيد السمك كمصدر رزقهم.